# ジェームス藤木
ジェームス藤木（ジェームスふじき、1951年3月15日 - ）は、日本の作曲家、ギタリスト、歌手。ロックンロールバンド、クールスのギタリスト。東京都生まれ。アイルランド系米国人とのハーフ。
JBエンタテインメント所属

## 人物・略歴
1974年（昭和49年）12月、たちひろし（舘ひろし）・岩城滉一らとともに、東京都渋谷区の原宿において、モーターサイクルチーム「クールス（COOLS）」を結成。1975年（昭和50年）4月13日、矢沢永吉率いる「キャロル」解散コンサートにおける親衛隊をつとめる。同年9月、チーム内の7名と藤木が薦めたベーシスト大久保喜市の8名で同名のロックンロールバンドとしてデビュー。その後、5度にわたるメンバーチェンジを経て、現在も一貫して「クールス」のリードギター兼ボーカルとして活動。その音楽センスはメンバーの中でも一番であり、多くの音楽家に楽曲を提供。高護率いるウルトラ・ヴァイヴの『ソリッドレコード夢のアルバム』（1988年）への提供楽曲『涙のサスピション』を近田春夫が「藤木の天才性」と絶賛した。

## フィルモグラフィ
- 『暴力教室』 （監督岡本明久、主演松田優作・舘ひろし、1976年7月1日公開） - 滝沢正則役
- 『BE-BOP HIGHSCHOOL』 （原作・監督きうちかずひろ、主演岸本祐二・庄司哲郎、1994年2月19日公開） - 主題歌

## おもなディスコグラフィ
藤木によるおもな楽曲提供の一覧である。クールス作品についてはクールスを参照。
- MOON DOGS
  - 『恋のあやつり人形』（作詞：横山剣）
  - 『LOW RIDER』（作詞：井倉光一）
- ミッキー
  - 『ROCK'N'ROLL WONDERLAND』（作詞：横山剣　編曲：矢島賢・1983年）
- ハルオ&パアル『涙のサスピション』（作詞：サエキけんぞう　編曲：窪田晴男・1988年）

## ソロ・ディスコグラフィ
- 『DANCE DANCE DANCE』『不良天国』　1992年1月21日発売
- 『気分はSUPER TOUGH』『恋のオーバーヒート』 1992年7月23日発売
- 『笑顔のキセキ AUTHENTIC MELODY MAKER JAMES藤木』　2013年1月16日発売

## 関連人物
- クールス - 佐藤秀光、村山一海、横山剣、舘ひろし、大久保喜市、飯田和男
- 近田春夫